# Osbeckia bicolor
Osbeckia bicolor är en tvåhjärtbladig växtart som beskrevs av Joseph Marie Henry Alfred Perrier de la Bâthie. Osbeckia bicolor ingår i släktet Osbeckia och familjen Melastomataceae. Inga underarter finns listade i Catalogue of Life.